# Грей, Алиша
Алиша Грей (англ. Allisha Gray; родилась 12 января 1995 года в Гринвуде, Южная Каролина, США) — американская профессиональная баскетболистка, которая выступает в женской национальной баскетбольной ассоциации за клуб «Атланта Дрим». Была выбрана на драфте ВНБА 2017 года в первом раунде под общим четвёртым номером клубом «Даллас Уингз». Играет на позиции атакующего защитника.
В составе национальной сборной США стала первой в истории олимпийской чемпионкой по баскетболу 3×3 (2020).

## Ранние годы
Алиша родилась 12 января 1995 года в городке Гринвуд (штат Южная Каролина) в семье доктора Аллена и Энни Грей, у неё есть старший брат, Марло Ист, и младшие брат и сестра, Эй Джей и Эшли, училась в средней школе Вашингтон Каунти, которая находится в городе Сандерсвилл, штат Джорджия, где выступала за местную баскетбольную команду. На втором году обучения её команда выиграла национальный чемпионат штата Джорджия, а в предвыпускном классе заняла второе место. Ассоциация спортивных тренеров Джорджии три года кряду признавала Грей игроком года лиги 3A (2010—2012), а по итогам турнира 2011/2012 годов была признана игроком года штата по версии Gatorade. За три сезона команда «Вашингтон Каунти Голден Хок» имела баланс побед и поражений 88-4, а чемпионат 2010/2011 годов вообще отыграла идеально (32-0). В качестве учащейся второго класса её средняя результативность составляла 28,4 очка за игру, а на третьем году обучения имела в своём активе 32,0 очка, 8,5 подбора, 3,4 передачи и 5,2 перехвата в среднем за встречу. Большую часть своего выпускного сезона Алиша пропустила из-за травмы колена.

## Студенческая карьера
Незадолго до окончания школы Грей выбирала место продолжения спортивной карьеры среди Мэриленда, Кентукки и Южной Каролины, но всё-таки решила принять предложение из Северной Каролины, где выступала под руководством Сильвии Хэтчелл. Уже в своём дебютном сезоне в команде «Северная Каролина Тар Хилз» набирала по 14,0 очка, 5,7 подбора, 1,2 передачи, 1,3 перехвата и 0,4 блок-шота в среднем за матч, по окончании которого она была включена в сборную новичков конференции Atlantic Coast. В сезоне 2014/2015 годов она немного улучшила свои показатели (15,8, 7,6, 2,2, 1,3, 0,6), за что по его итогам была включена в первую сборную всех звёзд конференции ACC. В межсезонье Грей объявила о своём желании поменять место учёбы по причине спортивно-академического скандала в «Тар Хилз», расследование которого завершилось лишь в октябре 2017 года. В мае 2015 года было объявлено, что она перешла в университет Южной Каролины, где выступала под руководством Дон Стэйли. По правилам же NCAA игрок, сменивший место прописки, обязан пропустить следующий чемпионат, поэтому в первенстве 2015/2016 годов Алиша не играла. В сезоне 2016/2017 годов, защищая цвета команды «Южная Каролина Геймкокс», Алиша Грей стала чемпионкой NCAA, набирая по 13,2 очка, 5,0 подбора, 2,5 передачи, 1,3 перехвата и 0,6 блок-шота в среднем за встречу. В турнире NCAA Грей немного улучшила свою результативность, набирая в нём по 16,5 очка в среднем за встречу, за что по его итогам была включена в сборную всех звёзд турнира.

## Профессиональная карьера
В 2017 году Алиша Грей выставила свою кандидатуру на драфт ВНБА, на котором была выбрана под общим четвёртым номером клубом «Даллас Уингз». В составе новой команды Грей дебютировала 14 мая 2017 года в победной со счётом 68:58 встрече против клуба «Финикс Меркури», выйдя на площадку в стартовой пятёрке и набрав за девятнадцать минут одиннадцать очков. Лучшим матчем в своём первом сезоне в ВНБА стала проигранная встреча против «Коннектикут Сан» со счётом 88:96, в которой она забила 21 очко. Всего же в своём дебютном сезоне она набирала в среднем за матч по 13,0 очка, 3,9 подбора и 1,3 передачи, став третьим по результативности игроком своего клуба, за что по его итогам была признана новичком года и включена в сборную новичков ВНБА. В этом сезоне «Даллас Уингз» финишировали на седьмом месте, 16 побед при 18 поражениях, что позволило им пробиться в плей-офф. В первом раунде игр навылет, состоявшем всего из одного матча, «Крылья» встретились с командой «Вашингтон Мистикс» и проиграли ей со счётом 76:86, а Грей в своей первой игре плей-офф в карьере забила всего 3 очка, смазав все восемь бросков с игры.